# Raadhuis van Urk
Het voormalige raadhuis van de gemeente Urk aan de Wijk 2 is in 1989 verbouwd tot museum.
In 1904 werd op het toenmalige eiland begonnen met de bouw van het nieuwe raadhuis naar ontwerp van Johan Frederik Lodewijk Frowein. Aannemer was H.C. Kramer uit IJmuiden. Het gebouw staat op de plaats, waar voorheen de openbare school stond. Van dit schoolgebouw zijn de zijvleugels blijven staan en verbouwd tot ambtswoningen voor de burgemeester en plaatselijke huisarts. Opvallend is de vierkante klokkentoren aan de voorzijde van het gebouw.
Nadat de gemeente Urk in de jaren tachtig was verhuisd naar een nieuw gemeentehuis, werd het gebouw verbouwd tot museum, dat in 1989 zijn deuren opende. In het museum wordt onder andere klederdracht, dorpskunst, een scheerwinkel, een zeilmakerij en een kruidenierswinkel getoond.